# ديفيد ليلي
ديفيد ليلي (بالإنجليزية: David Lilly)‏ (14 يناير 1986 في المملكة المتحدة - ) هو مدرب كرة قدم ولاعب كرة قدم بريطاني في مركز الوسط. لعب مع نادي شمال كارولاينا وWest Virginia United ‏ وMississippi Brilla FC ‏.

## وصلات خارجية
- ديفيد ليلي على موقع قاعدة بيانات كرة القدم.إي يو (الإنجليزية)